# Hypocala deflorata
Hypocala deflorata là một loài bướm đêm thuộc họ Noctuidae. Loài này phân bố từ Ấn Độ tới Châu Phi và tới Úc và many [[quần đảo Thái Bình Dương. Records include Trung Quốc, Borneo, Queensland, Vanuatu, Nouvelle-Calédonie, Rotuma, Fiji, Samoa, Hawaii, đảo Norfolk và New Zealand.
Ấu trùng ăn các loài Diospyros, Maba sandwicensis và Sapota. 

## Phụ loài
- Hypocala deflorata deflorata
- Hypocala deflorata australiae (Queensland, Vanuatu, New Caledonia, Rotuma, Fiji, Samoa, Norfolk Island, New Zealand)

## Hình ảnh

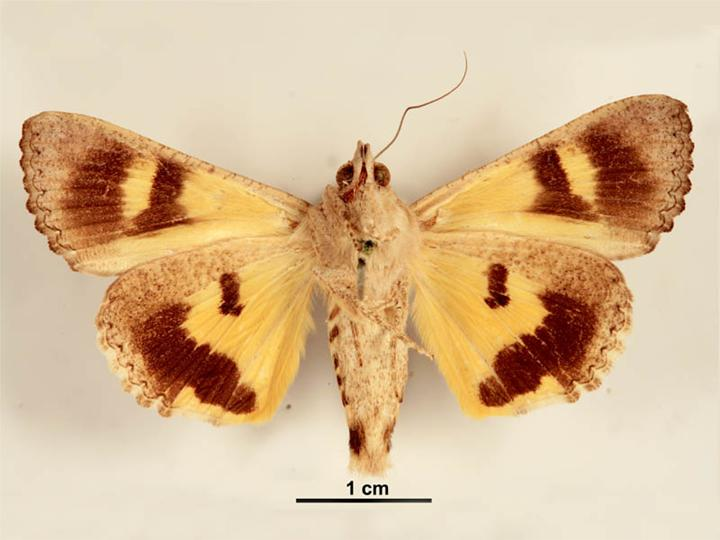
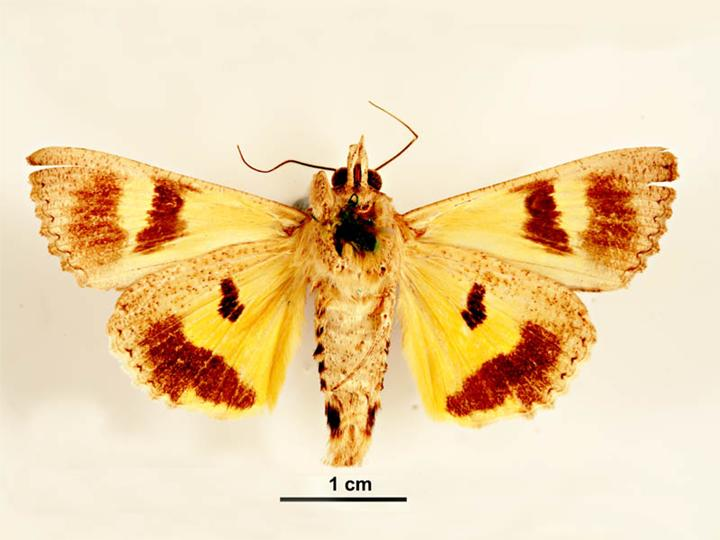